# Passerella dell'Isolotto
La Passerella dell'Isolotto  est un des ponts de Florence sur l'Arno entre le Lungarno dei Pioppi et le Piazzale Kennedy, à Florence.
Elle a été réalisée en béton en 1962 sur le projet des ingénieurs Carlo Damerini et Vittorio Scalesse, comme passage piétonnier réunissant le quartier populaire de l'Isolotto avec le centre du Parc des Cascine.

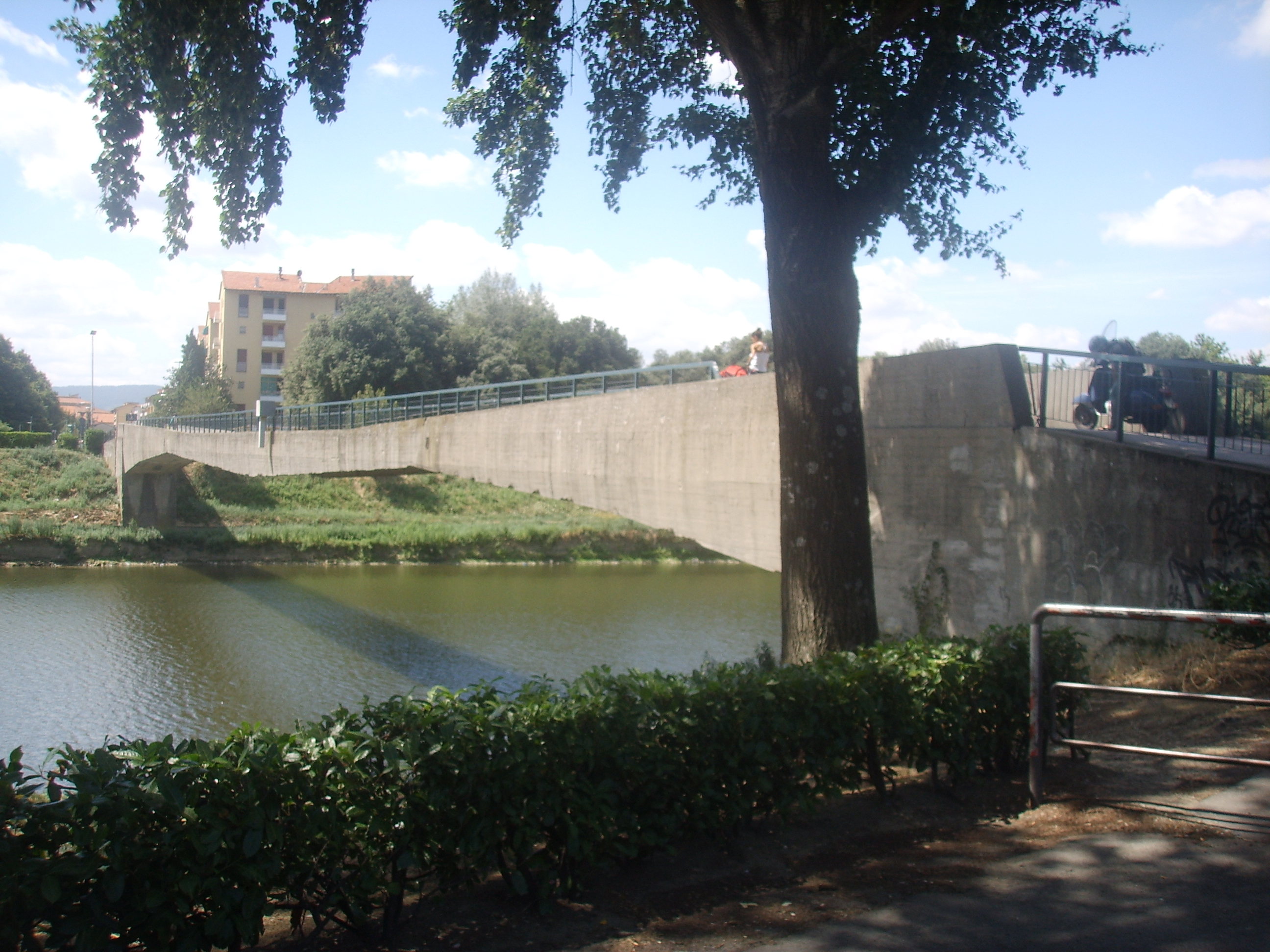
Vue depuis le Parc des Cascine

## Sources
- (it) Cet article est partiellement ou en totalité issu de l’article de Wikipédia en italien intitulé « Passerella dell'Isolotto » (voir la liste des auteurs).